# Erin Burnett
Erin Isabelle Burnett (nacida el 2 de julio de 1976) es una periodista y presentadora de noticias estadounidense, actualmente conductora de su propio noticiero en CNN, Erin Burnett OutFront. Fue anteriormente copresentadora del programa Squawk on the Street de la CNBC y conductora de Street Signs, también del mismo canal. Burnett también apareció en la NBC en programas como Meet the Press, Today, MSNBC, Morning Joe y NBC Nightly News.

## Infancia y educación
Erin Burnett nació y se crio en Mardela Springs, Maryland. Es la hija más joven del abogado corporativo Kenneth King Burnett y Esther Margaret Burnett (de soltera Stewart). Asistió al St. Andrew's School en Middleton, Delaware, graduándose en 1994, y regresó en 2009 para ofrecer el discurso de graduación. Asistió también al Williams College en Williamstown (Massachusetts), donde estudió ciencias políticas y economía, graduándose con grado de bachelor of arts en economía política. Como estudiante jugó lacrosse y hockey sobre césped.

## Carrera

### Primeros años
Burnett comenzó su carrera como analista financiera de Goldman Sachs, en su división de banca de inversión, donde trabajó en fusiones y adquisiciones y finanzas corporativas. Mientras trabajaba como analista de banca de inversión, a Burnett se le ofreció un puesto en CNN como escritora y redactora de Moneyline en CNN con Stuart Varney, Willow Bay, y Lou Dobbs. Luego, ella dejó el cargo para servir como vicepresidenta de Citigroup.

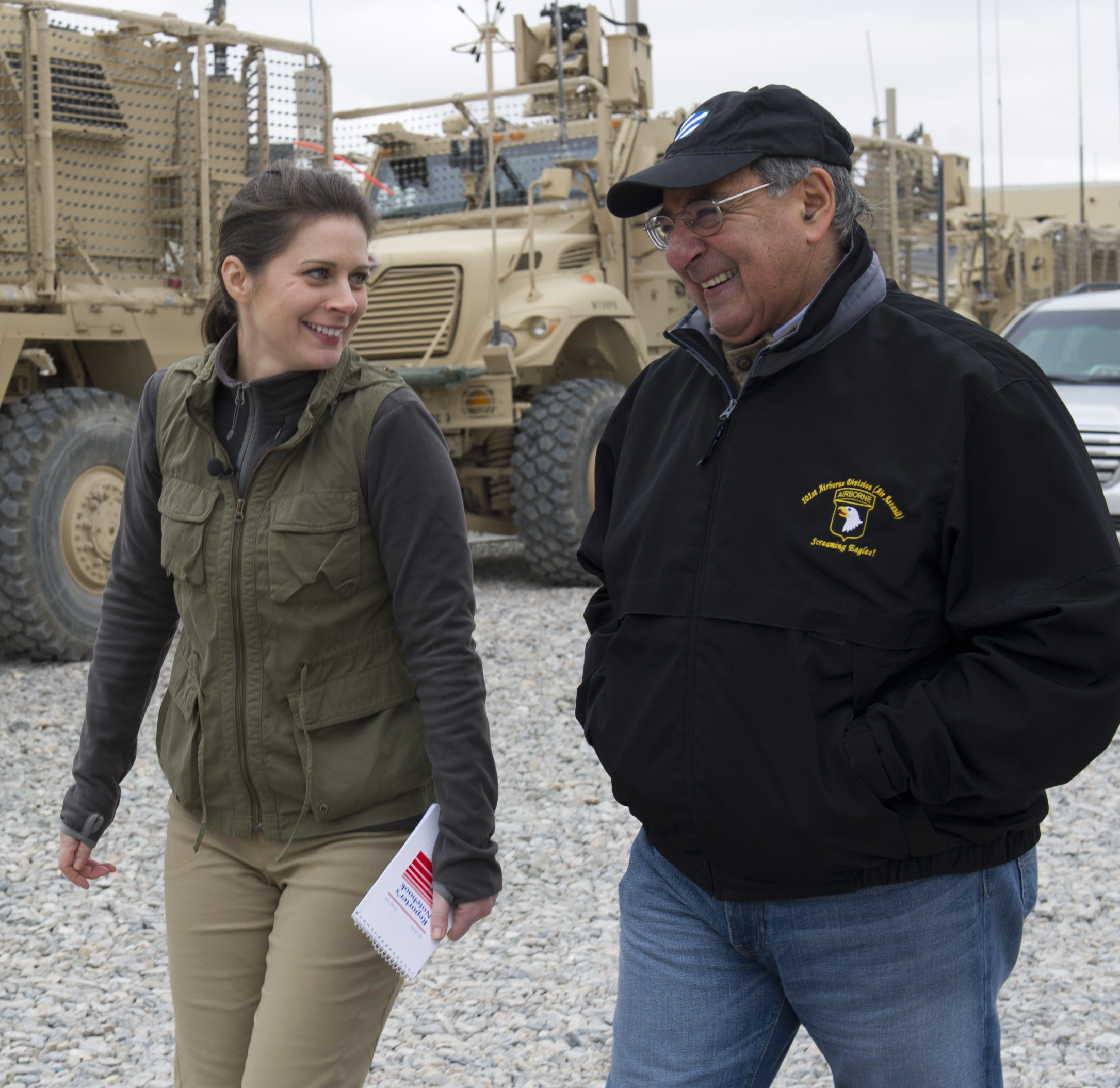
Burnett en diciembre de 2012, entrevistando al secretario de defensa de los EE. UU. Leon Panetta en Afganistán.

### Noticias de cable
Después de Citigroup, Burnett se unió a Bloomberg Television como editora y conductora. De 2005 a 2011 Burnett fue la presentadora de Street Signs de CNBC y copresentadora de Squawk on the Street con Mark Haines. El 6 de mayo de 2011 dejó CNBC después de más de cinco años. El 3 de octubre de 2011, Burnett regresó a CNN como el conductora de un programa de noticias en horario estelar de Nueva York llamado Erin Burnett OutFront.

### Programas
- Bloomberg on the Markets (2003-2005)
- Street Signs (2005-2011)
- Squawk on the Street (2005-2011)
- Erin Burnett Out Front (2011-Prevista para 2017)
- Fox News (Prevista para 2017)

## Vida personal
Burnett está casada desde diciembre de 2012 con el ejecutivo financiero David Rubulotta, director general de Citigroup, a quien conoció en 2003. El 21 de junio de 2013, confirmó a la revista People que está embarazada, el bebé nacería en noviembre de ese año. En efecto, el 29 de noviembre Burnett dio a luz a un niño, llamado Nyle Thomas.
Burnett es católica.